# Alberto Santana
Alberto Santana (Iquique, 1897 – Santiago del Cile, 13 gennaio 1966) è stato un regista, sceneggiatore e produttore cinematografico cileno; ha diretto venticinque film nel corso di una carriera che lo ha portato in diversi paesi; è stato importante nello sviluppo del cinema ecuadoriano, producendo Se conocieron en Guayaquil (1949) e dirigendo Amanecer en el Pichincha (1950), il primo e il secondo film sonoro ecuadoriano; diresse anche il primo film sonoro peruviano, Resaca e Como Chaplin (1929), primo tentativo di film comico.

## Filmografia

### Regista
- Por tal razón o por la fuerza (1923)
- Corazón de huaso (1923)
- El odio nada engendra (1923)
- El libro de la vida (1923)
- Esclavitud (1924)
- El monje (1924)
- Como don Lucas Gómez (1925)
- Las aventuras de Juan Penco boxeador (1925)
- Mater Dolorosa (1925)
- El caso GB (1925)
- Las chicas de la Avenida Pedro Montt (1925)
- Los cascabeles de Arlequín (1926)
- Como Chaplin (1929)
- Mientras Lima duerme (1930)
- Alma peruana (1930)
- Las chicas del Jirón de la Unión (1930)
- Yo perdí mi corazón en Lima (1933)
- Resaca (1934)
- Se conocieron en Guayaquil (1949)
- Amanecer en el Pichincha (1950)

### Produttore
- Se conocieron en Guayaquil (1949)